# Per Österlund
Per Olof Österlund, född 27 september 1861 i Rödöns församling, Jämtland, död 23 januari 1947 i Sundsvall, var en svensk arkitekt.
Han fick sin utbildning hos Sundsvalls stadsarkitekter Johan August Mesch och Per Appelberg och gjorde därefter praktik i Stockholm under tre år. Efter Sundsvallsbranden 1888 återkom han till Sundsvall och ritade under åren som kom flera hus i Stenstan av vilka några ännu finns kvar. Vid sidan om sitt arbete som arkitekt var Per sångare i flera körer och grundade 1903 Medelpads allmänna körförbund.

## Verk (urval)
- Litet hus, Trädgårdsgatan 41 i Sundvall (1889), idag ersatt modernt bostadshus
- Ebeneser, Söråker (1898)
- Turistpaviljongen (Restaurang Grankotten), Norra berget, Sundsvall (1901)
- J P Gradins hus, Rådhusgatan 9, Sundsvall (1904)
- Hotell Grand, Trädgårdsgatan 4, Sundsvall (1905), idag ersatt med modernt kontorshus i brunt tegel
- Godtemplarhuset, Köpmangatan 9 i Sundsvall (1905)
- Flerbostadshus, Storgatan 62 i Östersund (1905)
- Stockholmshuset i Sollefteå (1911–1912)
- Den åttkantiga klockstapeln vid Alby kyrka, Medelpad (1931)

## Bilder

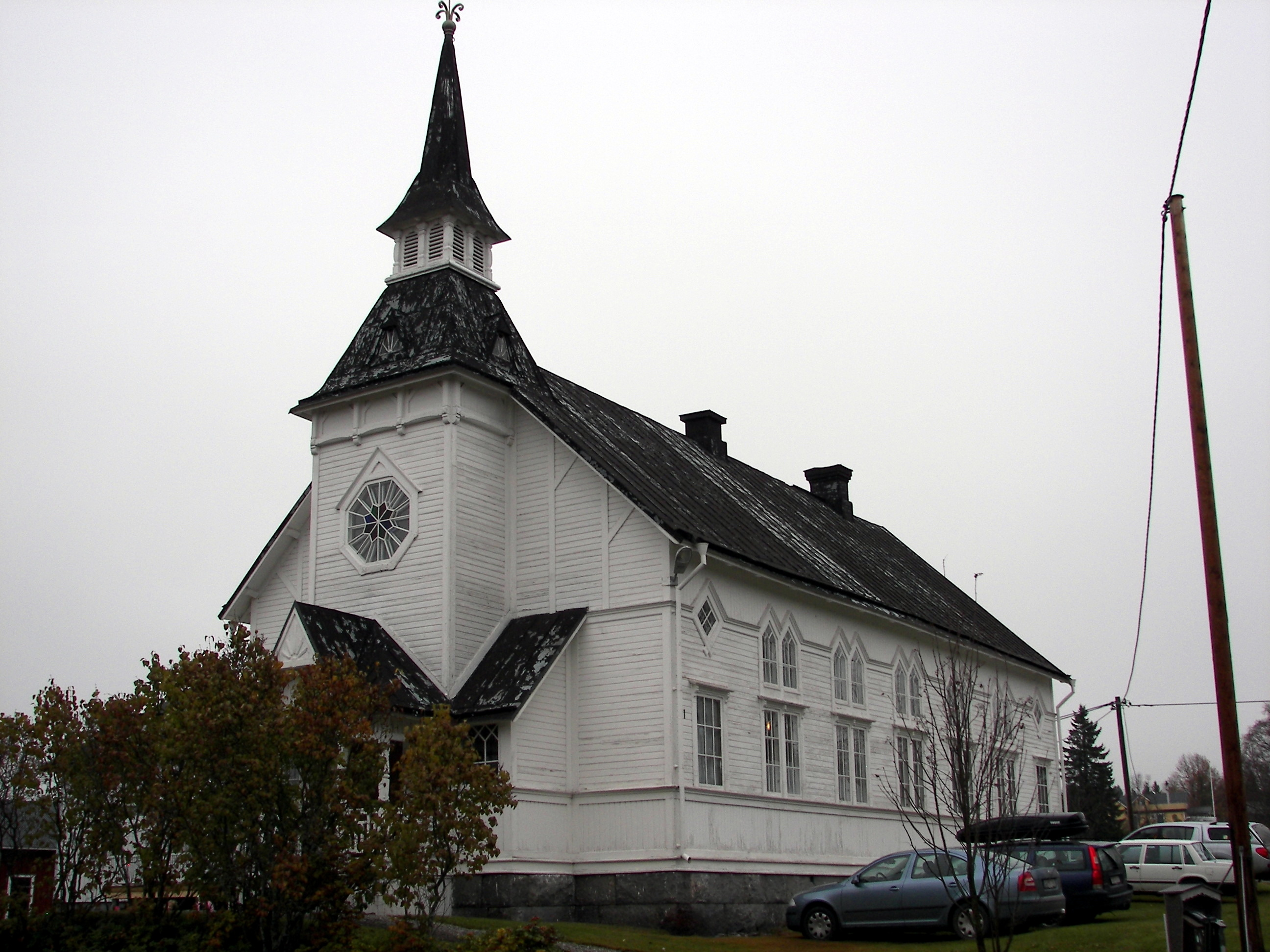
Ebeneser, Söråker
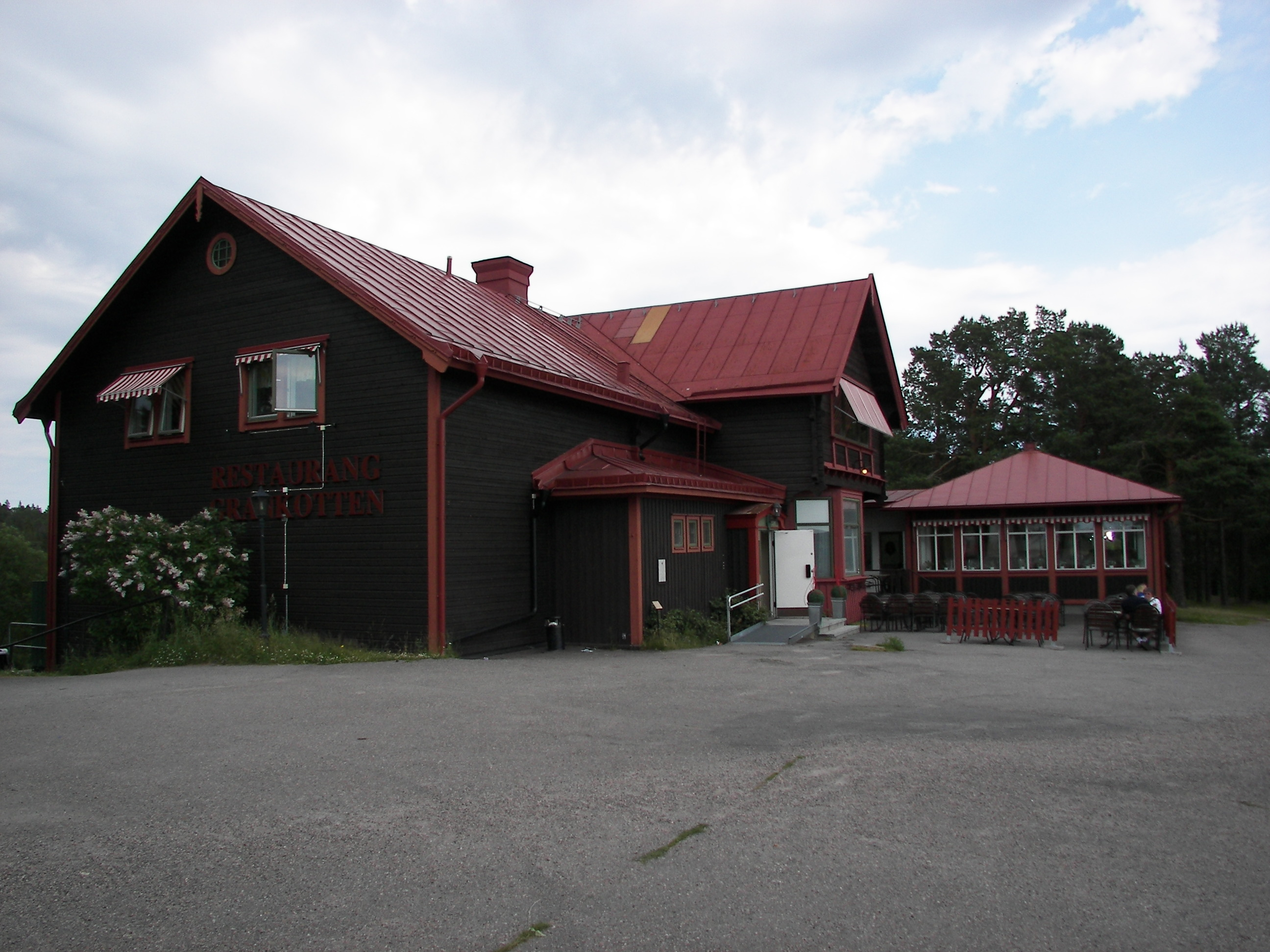
Turistpaviljongen (Restaurang Grankotten)
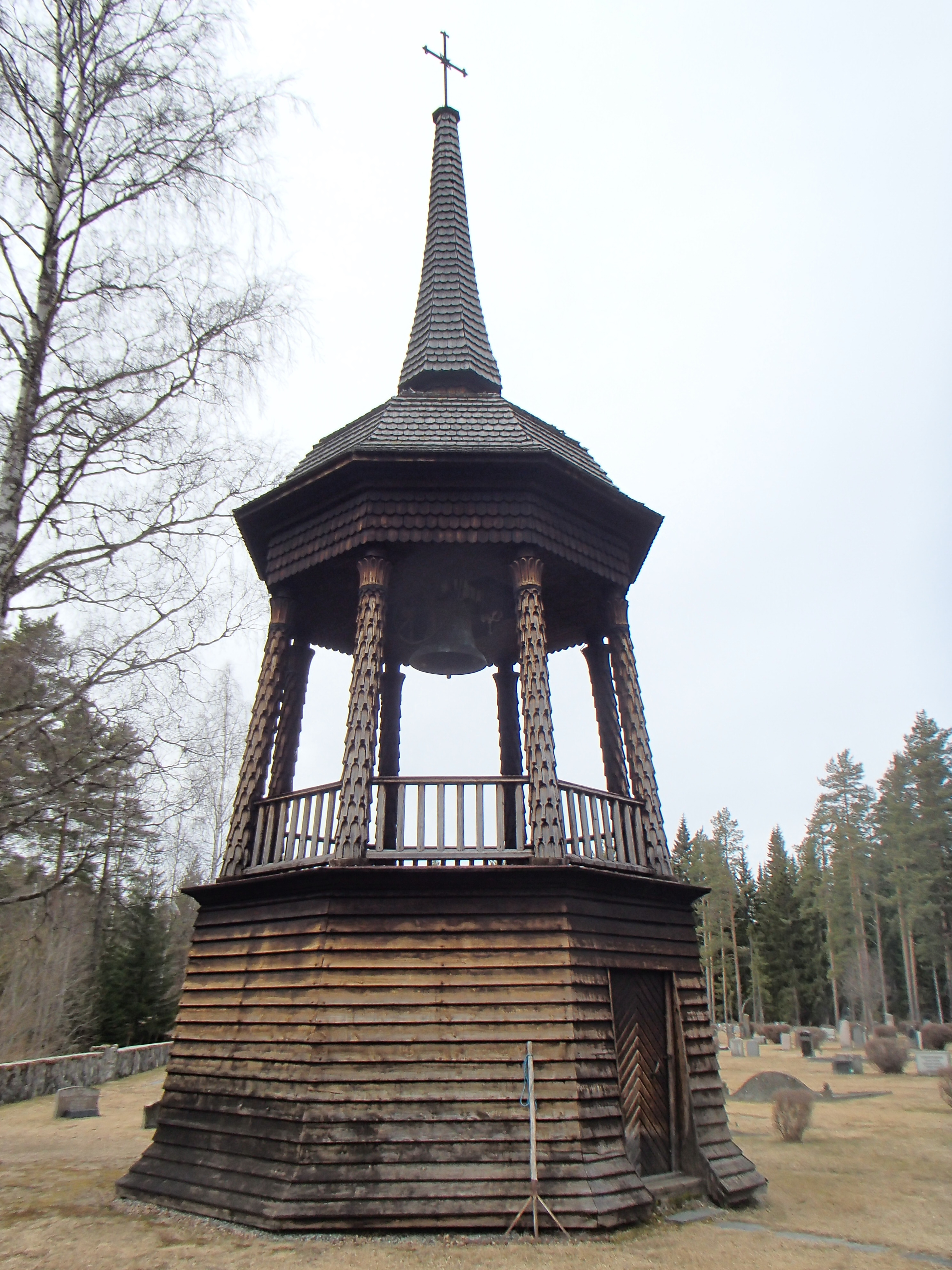
Klockstapeln vid Alby kyrka